# CNS 11643
CNS 11643 (chinesisch 國家標準中文交換碼 / 国家标准中文交换码, Pinyin Guójiā biāozhǔn zhōngwén jiāohuànmǎ, englisch Chinese National Standard 11643, auch „Chinese Standard Interchange Code“) ist de jure der offizielle Zeichensatz der Republik China (Taiwan).
Die Entwicklung dieses Zeichensatzes begann im September 1980, am 4. August 1986 war die erste Version unter dem Namen „Universeller Standard für den chinesischen Datenaustausch“ mit 13.051 Zeichen fertig. 1992 wurde der Zeichensatz auf insgesamt 48.027 Zeichen erweitert und in den heutigen Namen umbenannt.
Das Ziel dieses Zeichensatzes war, Big5 als Zeichensatz zu verdrängen. Dies gelang aber nicht, da CNS 11643 drei Bytes pro chinesisches Zeichen braucht, und damit ein gegenüber Big5, welches nur zwei Bytes benötigt, um 50 % erhöhtes Speichervolumen mit sich zieht.